# Ichijō (Familie)
Die derer von Ichijō (jap. 一条氏, Ichijō-shi) sind ein japanisches hochadliges Geschlecht, das, als Zweig der Fujiwara, seit der Heian-Zeit über Jahrhunderte politischen Einfluss bei Hofe hatte und zahlreiche Sesshō und Kampaku (Regenten) sowie viele Gemahlinnen für die japanischen Kaiser stellte.

## Allgemeines
Das Ichijō-shi wurde, als Abspaltung von den seit Jahrhunderten mächtigen Fujiwara, vom dritten Sohn des Kujō Michiie (九条道家, 1192–1252) – Ichijō Sanetsune gegründet. Das Haus war eines der fünf Regentenhäuser (五摂家, go-sekke).
Eine Seitenlinie herrsche während der Sengoku-Periode als erbliche Gouverneure in der Provinz Tosa, sie werden daher als Tosa Ichijō (土佐一条氏) bezeichnet.
Die Erben der Ichijō wurden, wie alle Familienoberhäupter der go-sekke bei der Adelsreform 1884 alle Fürsten (Kōshaku 公爵).

## Regenten
Die Familienoberhäupter durchliefen üblicherweise folgenden cursus honorum, wobei ihnen der entsprechende Hofrang mitverliehen wurde: Auf den Gon-Chūnagon (権中納言) folgte die Berufung in das Amt des Naidaijin (内大臣), dann zum „Kanzler zur Rechten“ (右大臣, Udaijin). Nach Amtsantritt als „Kanzler zur Linken“ (Sadaijin), folgte oft die baldige oder gleichzeitige Ernennung zum Regenten. Die meisten Regenten traten nach einigen Jahren zurück. Sie erhielten dann häufig ehrenhalber das Großkanzleramt (Dajo-daijin). Viele zogen sich auch, ähnlich wie zurückgetretene Kaiser, in buddhistische Klöster zurück.
Sämtliche Amtsinhaber und ihre Regierungszeiten sind in der Liste japanischer Regenten aufgeführt.

### Bedeutende Regenten
- Ichijō Akiyoshi (一條昭良; 1605–72), war der neunte Sohn des Go-Yōzei, seine Mutter die Chūwamon-in (中和門院). Erstmals Kampaku 1629 für Go-Mizunoo. Danach Sesshō und Kampaku für Meishō (♀) bis 1635. Erneut, jetzt für Go-Kōmyō, ab 2. Mai 1647 – 10. November 1651 Regent. Nach seinem Rücktritt war Akiyoshi ab 1652 Mönch mit dem Namen Tōkan.Seine Frau war eine Tochter des Oda Yorinaga. Mit ihr hatte er eine Tochter und die Söhne Norisuke und Fuyomoto (醍醐冬基; 1648–1697). Letzterer wurde in die Daigo-Familie (醍醐家) adoptiert.

- Ichijō Fusamichi (一條房道). Leiblicher Sohn des Fusaie. Regent 1545–1548 für Go-Nara.

- Ichijō Fuyuyoshi (一條冬良; 1464–1514). Zweiter Sohn des Kaneyoshi, Kampaku und Dajo-daijin 1488. Als Gelehrter bekannt. Wird vereinzelt als Verfasser des Masu-Kagami bezeichnet. Adoptierte Fusamichi um den Bestand der Linie zu sichern.

- Ichijō Ietsune (一條家經; † 1293, 46-jährig). Im Jahre 1267 Naidaijin, dann „Kanzler zur Rechten“ 1268. Fünf Jahre nach Amtsantritt als „Kanzler zur Linken“ 1269, Regent 1274–1275 für Go-Uda.

- Ichijō Kanefuyu (一條兼冬; † 1554, 46-jährig). 1546 Naidaijin, im folgenden Jahr „Kanzler zur Rechten“. Regent 1553–1554 für Go-Nara.

- Ichijō Kaneka (一條兼香; 1692–1751). Erhielt 1732 den ersten Hofrang. Regent von 1737 bis 25. Januar 1747 (sic!) für Sakuramachi.

- Hauptartikel: Ichijō Kanera (= Kaneyoshi; 一條兼良)

- Ichijō Kaneteru (一条兼輝) = Ichijō Uchifusa

- Hauptartikel Ichijō Norifusa (一条教房; 1423–1480)

- Ichijō Norisuke (一条 教輔 1633–1707) stieg bis zum Udaijin auf.

- Hauptartikel: Ichijō Sanetsune (一条実経 1223–1284), Sohn des Michiie, ist der eigentliche Stammvater der Familie.

- Ichijō Tadayoshi (1774–1832; 一條忠良) Regent für Kōkaku 1814–23. Eine seiner Töchter wurde mit Takatsukasa Sukehiro verheiratet.

- Ichijō Teruyoshi (一條輝良), 1791–1795 Regent für Kōkaku.

- Ichijō Tsunemichi (一條經道; † 1365, 49-jährig) Regent für Kōmyō von 1338 bis 1342. Erhebung in den ersten Hofrang erfolgte 1342 bei seinem Rücktritt.

- Hauptartikel: Ichijō Tsunetsugu (一條經嗣; 1358–1418)

- Ichijō Uchifusa (1652–1705, 一條内房; = Kaneteru 兼輝). Mit acht Jahren in den fünften Hofrang erhoben, war er vom 1. April 1682–1687 kampaku für Reigen; danach sesshō für Higashiyama bis 1689, um dann wieder als Kampaku für denselben tätig zu sein (bis 21. Februar 1690).

- Ichijō Uchimoto (一條内基; † 1588, 64-jährig), Regent für Ōgimachi 1581–85. Ein Jahr nach Beginn der Regentschaft folgte die Erhebung in den ersten Hofrang.

- Ichijō Uchitsune (一條内經; † 1325, 35-jährig). Der Sohn des Uchihiro wurde, im zweiten Hofrang, 1318 Regent für Go-Daigo, eine Stellung, die er 1321 aufgab.

### Andere
- Ichijō Masafusa (一條政房). Zeitweise Staatsratsmitglied. Floh 1469 in die Provinz Settsu, um dem Aufstand des Hosokawa Katsumoto zu entgehen. Wurde im Exil von Soldaten getötet.

- Ichijō Nobuyoshi (一條信能). Blieb loyal zu Go-Toba, fiel in der Schlacht von Iwamura gegen die Hōjō 1221. Wird im Schrein von Iwamura als kami verehrt.

- Ichijō Tsunesuke (一條經輔). Sohn des Regenten Tsunetsugu. Zeitweilig Mitglied im Staatsrat (Sangi).

- Ichijō Uchitsusu, Sohn des Norimichi, diente der nördlichen Dynastie im Staatsrat. Wechselte 1357 die Seite zu Gomurakami.

- Ichijō Uchizane (一條内実; † 1303, 29-jährig). Dieser Sohn des Ietsune wurde Naidaijin im zweiten Hofrang.

## Tosa Ichijō
Die Seitenlinie stammt von Norifusa ab. Dieser kehrte jedoch wieder in die Hauptstadt zurück. Sein Sohn, der bereits im Exil geboren wurde, Ichijō Fusaie (1475–1539), gilt als der eigentliche Begründer der Herrschaft, die gut 100 Jahre andauerte: Die Krieger in Shikoku wählten Norifusa 1470 zum Herrn (kokushi), nachdem die Hosokawa alle Autorität verloren hatten. Dies wurde von Ashikaga Yoshimasa bestätigt.
Fusaie war der Vater von Fusafuyu, (一条房冬; † 1541, 44-jährig) und Fusamichi (1520–49). Weitere Familienoberhäupter waren: Ichijō Fusamoto (一條房基), der 1549 Selbstmord beging und Ichijō Tadamasa (一條内政). Der letzte Erbe war Ichijō Masachika (一條政親). Jedoch lag die tatsächliche Herrschaft über das Gebiet seit der Schlacht von 1575 in den Händen der Chōsokabe.
Die erloschene Linie wurde 1903 unter gleichem Namen als fürstliches Haus von Ichijō Saneteru (一條実輝) wiederbegründet.

### Einzelpersonen
- Hauptartikel: Ichijō Fusaie (一條房家; 1475–1539)

- Hauptartikel: Ichijō Kanesada (一條兼貞; 1543–85)

- Ichijō Uchimasa (一條内正; 1560–80). War wie sein Vater Kanesada Christ. Er heiratete eine Tochter von Chōsokabe Motochika, der ihn zum Tosa no kokushi ernannte ohne jedoch die tatsächliche Macht abzugeben. Als Uchimasa sich gegen seinen Schwiegervater erhob, kam es zur Schlacht, die er verlor. Nachdem er nach He-no-ura in Iyo flüchten konnte, wurde er im Auftrag Motochika's vergiftet. Sein Sohn Masachika wurde der Pflege von Kureda Sadasuke übergeben.

Anmerkung: Das Zeichen 条 wird unreformiert (vor 1948) als 條 geschrieben.